# Porsche 907
El Porsche 907 fue un sport prototipo construido y desarrollado por la marca alemana Porsche entre 1967 y 1968.

## 1967
El 907 fue desarrollado sobre la base del Porsche 910, el principal rasgo fue la forma estilizada de la carrocería con una angosta cabina . Fue presentado en las 24 Horas de Le Mans de 1967. Según lo propuesto por Ferdinand Piëch, la posición del conductor fue trasladada de la izquierda tradicional (como en los coches de carretera alemanes) a la derecha ya que esto da ventajas en los circuitos de carreras en que se gira en sentido horario, los más habituales.
Con la nueva carrocería de cola larga, el 907 alcanzó los 302 km/h (190 mph) en la recta a pesar de que utilizaba el contrastado motor de 220 CV del Porsche 910  2000cc de 6 cilindros en lugar de los más poderosos de 8 cilindros. Además, los discos de freno ventilados se utilizaron como estándar a partir de ese momento. El mejor Porsche 907 terminó quinto, superado solo por Ford y Ferrari con motores mucho más grandes.
Como las actuaciones del motor rompe récords de 7.0 litros V8 de Ford habían disparado los rumores sobre un futuro cambio de reglas, Porsche comenzó a prepararse en el verano de 1967. El 907 fue equipado con los 270 caballos de fuerza 2200cc de 8 cilindros que fue entonces modificado para las reglas de la nueva categoría de prototipos de 3 litros, que fue anunciada a finales de 1967 para entrar en vigor en 1968. Un motor completo de 3000cc tendría que ser desarrollado primero, sin embargo, sería instalado en el futuro Porsche 908.

## 1968
Desde 1968, los enormes motores V8 y V12 de los prototipos de Ford y Ferrari fueron prohibidos, y Porsche expresó la esperanza de asegurarse el Campeonato Mundial de automóviles Deportivos y tal vez una victoria general en Le Mans ya que sus contrincantes Ford, Matra y Alfa Romeo tampoco tenían todavía preparados sus prototipos de 3000cc. Ferrari decidió no participar durante todo el año 1968, no defendiendo el título alcanzado el año anterior como protesta contra el cambio de reglas. Por otro lado, la categoría de deportivos con motores de 2000cc representada por los antiguos rivales Alfa Romeo T33 / 2 y los Alpine motorizados con motores por Renault de 5000cc se les permitió la entrada en competición con la condición de haber construido 50 unidades.  Esta laguna daba la oportunidad de rellenar la parrilla con coches que databan principalmente de 1965, como el Ford GT40 y el Lola T70 .
Porsche se lo tomó en serio. A diferencia de años anteriores más modestos, cuatro coches se inscribieron en las 24 Horas de Daytona de 1968, con el apoyo de 20 mecánicos e ingenieros. Los pilotos fueron equipados con chalecos de refrigeración desarrollados por la NASA ya que el refrigerador de aceite y las tuberías de aceite caliente provocaban altas temperaturas en la cabina cerrada.
Después de que el coche con dorsal N.º 53 conducido por Gerhard Mitter tuviese un grave accidente causado por la rotura del neumático en un peralte, su compañero de equipo Rolf Stommelen se unió en apoyo al equipo del coche N.º 54 conducido por Vic Elford y Neerpasch Jochen . Cuando el auto Nº52, líder durante mucho tiempo, cayó al segundo puesto debido a un problema técnico, sus conductores Jo Siffert y Hans Herrmannlos también manejaron el Nº54 ante la posible rotura. Debido a esto, cinco pilotos ganaron la carrera, y dos de ellos obtuvieron también el segundo puesto.  El coche N.º 51 de Jo Schlesser y Joe Buzzetta completó el podio copado por Porsche, tal como habían hecho los prototipos de Ferrari un año antes.  Los tres Alfa Romeo T33 / 2 no fueron ni siquiera golpeados por un Ford Mustang .
Las 12 Horas de Sebring de 1968 mostraron un primer y segundo puesto para el Porsche 907, con el coche manejado por Jo Siffert y Hans Herrmann como ganador y el de Vic Elford y Jochen Neerpasch justo detrás. Los autos de Gerhard Mitter / Rolf Stommelen y Ludovico Scarfiotti / Joe Buzzetta fueron víctimas de fallos de motor. Las 24 Horas de Daytona y las 12 Horas de Sebring fueron las primeras victorias absolutas consecutivas importantes para la compañía, y el periodista francés (y piloto ocasional) Bernard Cahier escribió, "es difícil imaginar que alguien pueda vencer a Porsche en el campeonato de este año." Sus esperanzas en los campeonatos de deportivos y de F1 sufrirían sin embargo un cambio significativa en breve.
La siguiente carrera fue las 500 de Brands Hatch, el 7 de abril de 1968. Ese fatídico día, Jim Clark iba a pilotar uno de los nuevos prototipos Ford F3L P68 con el motor Cosworth DFV, inscrito por el equipo Alan Mann Racing. Clark, en cambio, estaba conduciendo un Fórmula 2 en el Hockenheimring para mostrar los logotipos del nuevo patrocinio para el equipo Lotus, y se mató. El coche conducido por la pareja Jo Siffert / Hans Herrmann fue el más rápido en la clasificación por delante de Bruce McLaren / Mike Spence en el nuevo Ford, pero ninguno terminó . Fue la versión actualizada del Ford GT40 inscrita por John Wyer - conducida por Jacky Ickx / Brian Redman, la que ganó por delante de los otros dos Porsche 907 después de ser sólo quintos en la parrilla de salida.
En las carreras en pistas más rápidas como la de los 1000 km de Monza, estos viejos Ford GT40 modificados inscritos por el equipo de carreras JWA Gulf demostraron poseer fortaleza de forma inesperada.  Como se mencionó anteriormente, la normativa mostraba un vacío legal para la inscripción de estos deportivos de 5 litros en el caso de que 50 unidades fuesen construidas, el mismo caso que para los Lola T70, un auto muy común en equipos particulares. Para 1969, el número mínimo se redujo a 25, lo que abría oportunidades inesperadas para muchos. En ese año durante las 12 Horas de Sebring el equipo formado por Alex Soler-Roig y Rudy Lins logran el 4º lugar con un 907 privado.
En la revirada Targa Florio, sólo los GT40 inscritos por equipos particulares terminaron por detrás, pero los Alfa Romeo T33/2 fueron más fuertes. En la primera vuelta, Vic Elford había perdido 18 minutos debido a un fallo de los neumáticos. Apoyado por el veterano Umberto Maglioli, mostró una carrera fantástica con el 907, que recordó al legendario triunfo de Juan Manuel Fangio en el Gran Premio de Alemania de 1957, superando el anterior récord de vuelta por un minuto y ganando por 3 minutos. El coche de Hans Herrmann y Jochen Neerpasch llegó en cuarto puesto entre cuatro Alfas. En el cartel publicitario de Porsche celebrando la victoria, sólo se mostró a un exhausto pero sonriente Elford, y no los coches como era habitual.
Los 1000 km de Nürburgring fueron ganados con el nuevo Porsche 908 con su motor de 3000cc, pero todavía no era fiable. El poco potente 907 con 2200cc de cilindrada, menos de la mitad que el Ford,  continuó siendo el mejor Porsche en los 1000 kilómetros de Spa, las 6 Horas de Watkins Glen y los 500 km de Zeltweg, perdiendo ante el Ford GT40.
Esto creó el escenario para un enfrentamiento en el Circuito de la Sarthe, ya que debido a la inestabilidad política en Francia, las 24 Horas de Le Mans de 1968 habían sido aplazadas de mediados de junio, su fecha tradicional, a finales de septiembre. Porsche no pudo aprovechar el tiempo adicional para mejorar el 908 ni leer el libro de reglas francés correctamente. Por primera vez, los Porsche fueron los más rápidos en la calificación y las primeras etapas de la carrera, pero problemas con el alternador del 908 provocaron retrasos e incluso descalificaciones dado que el personal Porsche había interpretado erróneamente las nuevas normas de reparación.
Por tercera vez consecutiva, un motor V8 de Ford ganó las 24 Horas de . Un Porsche 907LH quedó en segundo lugar frente al único sobreviviente 908. Además, Ford había vencido el Campeonato Mundial de Coches deportivos, también.
En ese momento, Porsche ya había decidido hacer una inversión de riesgo con el fin de dar un paso más allá de los prototipos 908 de 3 litros : se comprometieron a desarrollar un nuevo coche deportivo de 5 litros y construir el número requerido de 25 unidades por adelantado. Este coche fue el legendario Porsche 917 .

## 1969 - 1971
Durante las siguientes temporadas, varios 907 fueron ingresados por pilotos privados, terminando ocasionales entre los 10 primeros, con un podio en Monza en 1969 y un séptimo en las 24 Horas de Le Mans 1971 como los más notables resultados.

## Datos técnicos[2]
El Porsche 907 fue producido desde 1967 a 1968 y se utilizaron las siguientes versiones:
| Porsche 907:                      | 907/6 Langheck (Cola larga)                                                                                  | 907/8 Kurzheck (Cola corta)                                                                                  |
| --------------------------------- | --- | --- |
| Motor:                            | Motor bóxer - 6 cilindros (cuatro tiempos)                                                                   | Motor bóxer 8 cilindros (cuatro tiempos)                                                                     |
| Cilindrada:                       | 1991 cm³ | 2195/1981 cm³                                                                                                |
| Diámetro x carrera:               | 80 x 66 mm                                                                                                   | 80/76 x 54,6 mm                                                                                              |
| Potencia:                         | 162 kW (220 PS) a 8000                                                                                       | 198/191 kW (270/260 PS) a 8600/8800                                                                          |
| Par máximo :                      | 210 Nm a 6400                                                                                                | 235/210 Nm a7000/7500                                                                                        |
| Compresión:                       | 10,3 : 1 | 10,2/10,4 : 1                                                                                                |
| Control de válvulas:              | Doble encendido Marelli, 2 bujías por cilindro 2 árboles de levas en culata accionados por cadena.           | Doble encendido Marelli, 2 bujías por cilindro., 2 árboles de levas en culata accionados por eje vertical.   |
| Refrigeración:                    | refrigerado por aire mediante una turbina axial vertical                                                     | refrigerado por aire mediante una turbina axial vertical                                                     |
| Transmisión:                      | caja de 5 marchas (totalmente sincronizadas ), tracción trasera                                              | caja de 5 marchas (totalmente sincronizadas ), tracción trasera                                              |
| Suspensión delantera:             | Triángulos superpuestos. Barra estabilizadora                                                                | Triángulos superpuestos. Barra estabilizadora                                                                |
| Suspensión trasera:               | Triángulo inferior invertido, un brazo superior y dos brazos longitudinales de empuje. Barra estabilizadora. | Triángulo inferior invertido, un brazo superior y dos brazos longitudinales de empuje. Barra estabilizadora. |
| Amortiguación delantera :         | Amortiguadores telescópicos Bilstein, con muelles helicoidales.                                              | Amortiguadores telescópicos Bilstein, con muelles helicoidales.                                              |
| Amortiguación trasera :           | Amortiguadores telescópicos Bilstein, con muelles helicoidales.                                              | Amortiguadores telescópicos Bilstein, con muelles helicoidales.                                              |
| carrocería:                       | Poliéster y fibra de vidrio con estructura tubular de acero                                                  | Poliéster y fibra de vidrio con estructura tubular de acero                                                  |
| Ancho de vía delantero/trasero:   | 1462/1403 mm                                                                                                 | 1462/1403 mm                                                                                                 |
| Distancia entre ejes :            | 2300 mm | 2300 mm |
| Neumáticos / llantas:             | 5.50 / 6.50–13                                                                                               | 5.50 / 6.50–13                                                                                               |
| Dimensiones Largo x Ancho x Alto: | 4650 / 1.720 /940 mm                                                                                         | 4033 / 1.720 /940 mm                                                                                         |
| Peso en vacío:                    | 600 kg | 600 kg |
| Velocidad máxima:                 | 302 | 325 |

### Porsche 909

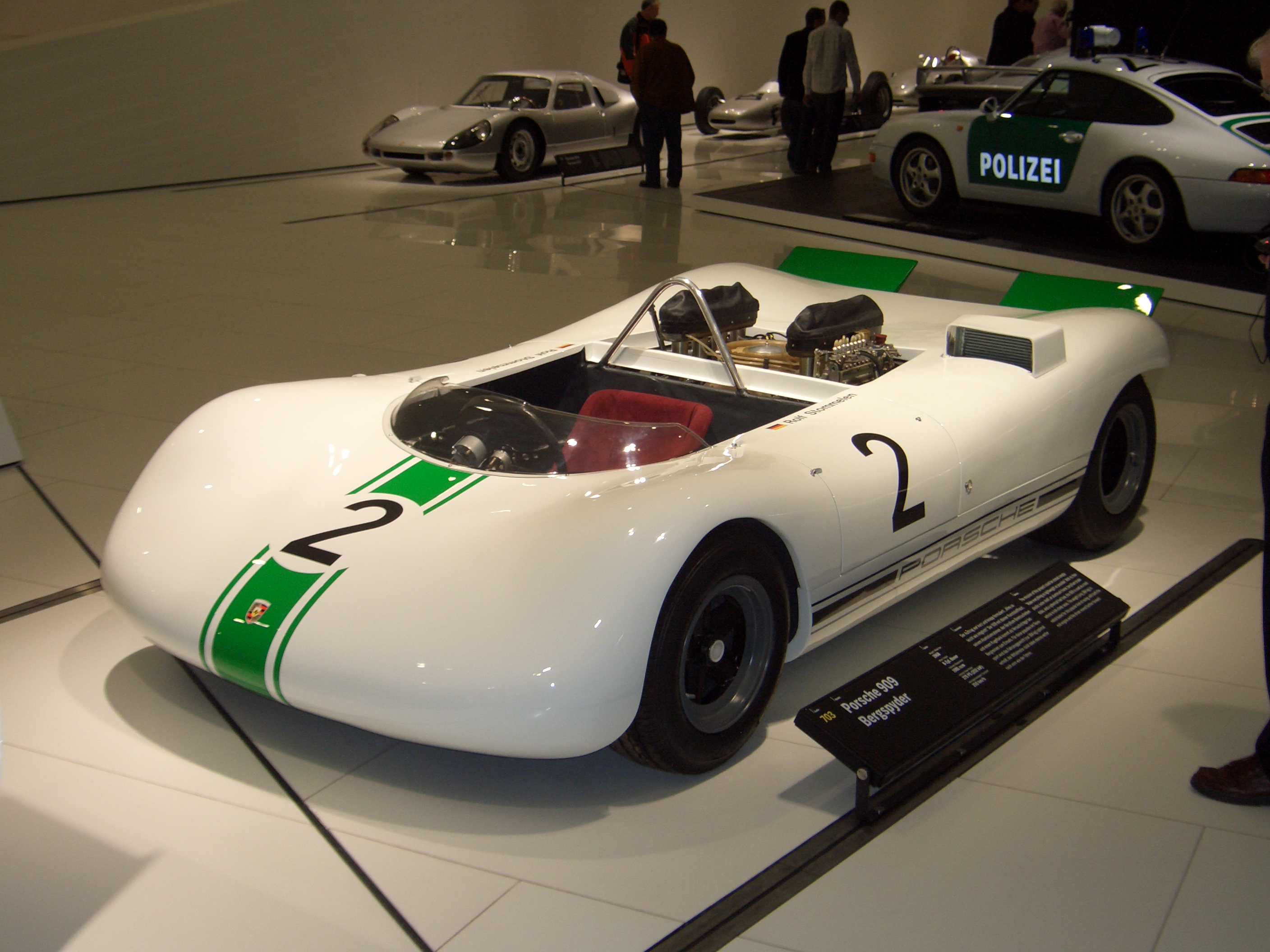
Porsche 909 Bergspyder

El Porsche 909 Spyder de Montaña  era una versión diseñada específicamente para carreras de montaña que fueron populares en Europa Central . Fue una evolución técnica del Porsche 907/8 de cola corta con motor 8 cilindros.